# Bačabazi
Bačabazi (též bacha bazi, Darí بچه بازی‎, bače bázi , v překladu „hra s chlapci“; z بچه‎ bače, „chlapec“ a بازی‎ bázi „hra“) je původem afghánský slangový výraz používány v částech Afghánistánu a Pákistánu pro zvyk, při kterém starší muži sexuálně zneužívají mladé muže či dospívající chlapce, kteří jsou nazývaní jako tančící chlapci. Zvyk je spojen také se sexuálním otroctvím a dětskou prostitucí. Ve 21. století je bačabazi praktikováno v různých částech Afghánistánu a severozápadního Pákistánu. Ze stran mužů praktikujících bačabazi, mnozí z nich jsou mocní a dobře ozbrojení „warlordi“, bývá veden nátlak na ostatní a členové bezpečnostních složek uvádějí, že je nejsou schopni efektivně zastavit.
Během občanské války v Afghánistánu (1996–2001) tálibánské zákony zakazovaly bačabazi pod trestem smrti. Po tálibánské vládě byly praktiky zakázány také afghánskými zákony, byly však jen zřídka vymáhány proti mocným pachatelům a policie se na praktikách údajně i spolupodílela. Navzdory mezinárodním obavám a nezákonnosti bačabazi přetrvávalo během nové afghánské vlády.